# Station Newport (South Wales)
Newport (South Wales) is een spoorwegstation van National Rail in Newport, Wales. Het station is eigendom van Network Rail en wordt beheerd door Transport for Wales. 

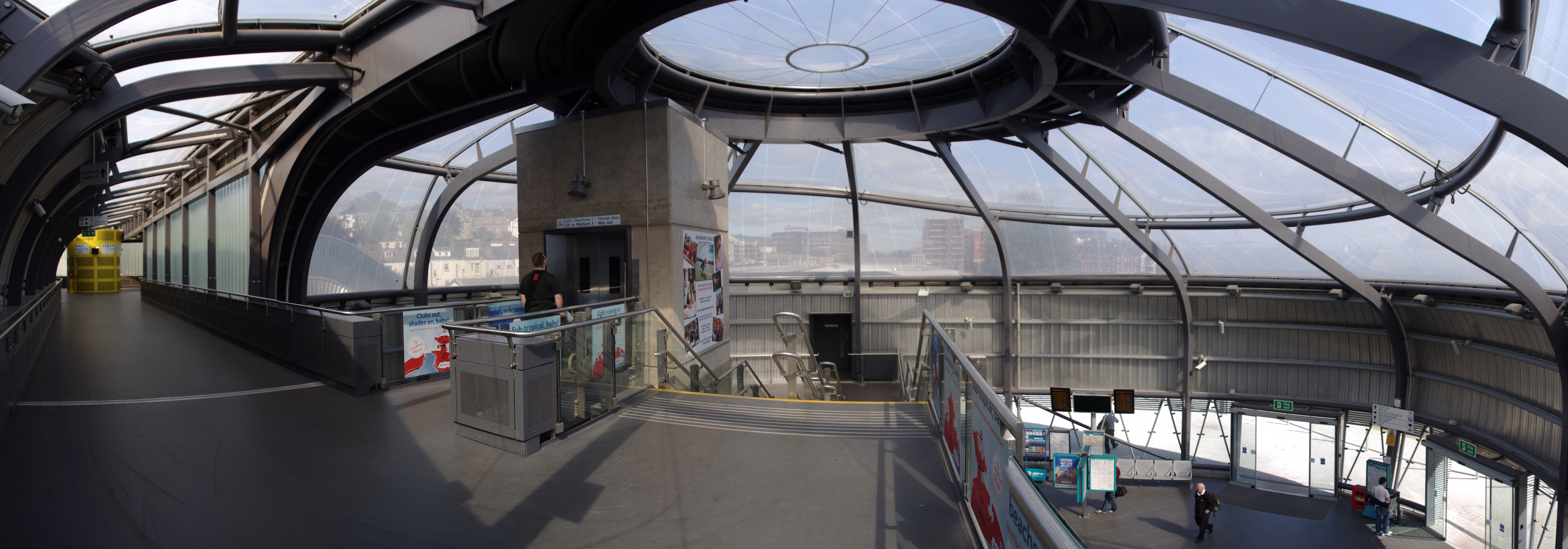
Interieur: rechts stationshal, links loopbrug
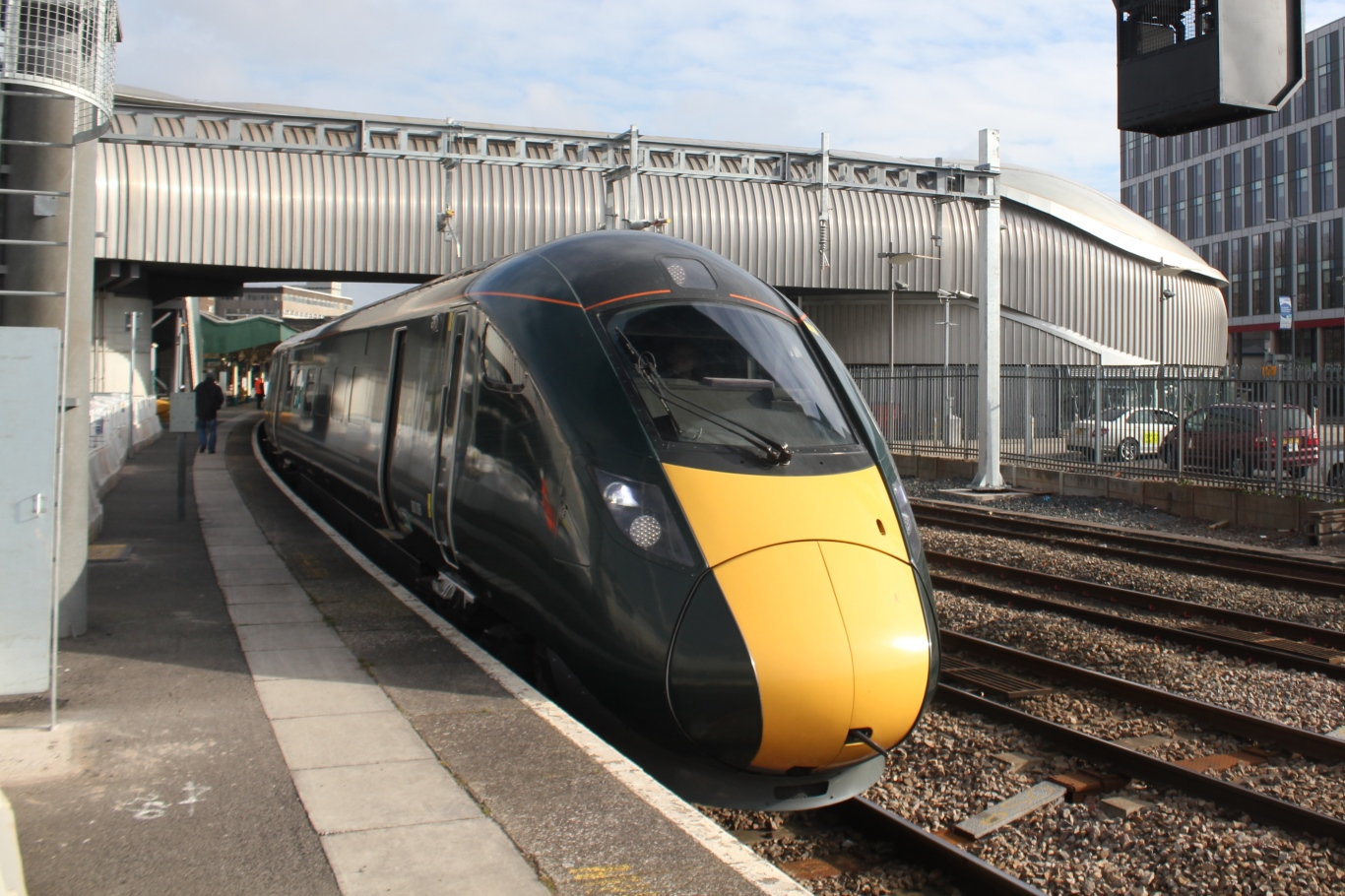
Class 800 treinstel van Great Western Railways